# Nayarit
Nayaritⓘ – stan w środkowo-zachodnim Meksyku. Graniczy ze stanami Sinaloa (na północnym zachodzie), Durango (na północy), Zacatecas (na północnym wschodzie) i Jalisco (na południu). Na zachodzie Nayarit styka się z Oceanem Spokojnym.

## Podział administracyjny
Nayarit dzieli się na 20 gmin (hiszp. municipios).

## Historia
Istnieją dowody na to, że region ten był zamieszkany przez człowieka już 5 tys. lat p.n.e. Jednak pierwsza znacząca cywilizacja pojawiła się dopiero ok. 400 p.n.e. Jej twórcą był lud Cora, który osiągnął szczyt swojego rozwoju ok. 1200 r.
Pierwszym Hiszpanem, który trafił do Nayarit był Hernán Cortés, wraz ze swoją ekspedycją w 1523. Pięć lat później Nuno Beltrán de Guzmán podbił kilka wiosek indiańskich. Na ruinach jednej z nich – Tepic – założył miasto Espíritu Santo. W 1531 przybył tu Cortés, który próbował przejąć kontrolę nad Nayarit, ale Guzmánowi udało się przekonać króla Hiszpanii, aby jego uczynił gubernatorem podbitych przez niego ziem.
W 1536 Guzmán zostaje zastąpiony przez Diego Péreza de la Torre, który zostaje zabity w 1538 podczas jednej z potyczek z Indianami. Następny gubernator przeniósł stolicę Nayarit do jednej z dolin w pobliżu Tepic. Przez cały ten okres Indianie występowali zbrojnie przeciwko najeźdźcom. Jednym z najsłynniejszych takich zrywów było powstanie, na którego czele stanął Tenamaxtli w 1548 roku. W XVI i XVII w. franciszkanie prowadzili intensywną akcję ewangelizacyjną, która napotykała jednak na duże trudności ze względu na wrogość indiańskiego plemienia Cora. W 1722 Hiszpanom udało się pokonać indiańskich powstańców, ukrywających się w górach Nayar. XVIII w. to okres pomyślnego rozwoju Nayarit, co wiązało się głównie z korzystnym położeniem na drodze handlowej do Kalifornii.
Po rozpoczęciu walk niepodległościowych (rok 1810) większość regionu została opanowana przez miejscowego księdza i przywódcę – José Maríę Mercado. Jednakże rok później wojska kolonialne odzyskały Nayarit, a po kilku latach powstańcy zostali całkowicie pokonani przez rojalistów.
Uzyskanie niezależności od Hiszpanii przez Meksyk nie wniosło wielkich zmian w życie mieszkańców Nayarit. Lata 30. i 40. cechowały się sporami pomiędzy centralistami a federalistami. Lata 50. i 60. to okres wojny domowej pomiędzy stronnictwami liberałów i konserwatystów. Pokój przyniosła dopiero wygrana liberałów, w imieniu których władzę objął Benito Juarez. Po jego śmierci dyktatorskie rządy sprawował Porfirio Diaz, który przyniósł Nayarit oraz innym częściom kraju okres względnej stabilizacji i rozwoju gospodarczego. W 1859 roku, po raz pierwszy w historii, Nayarit stało się autonomiczną jednostką administracyjną (Terytorium Tepic).
W czasie rewolucji meksykańskiej, która rozpoczęła się w 1910 Nayarit stało się miejscem walk pomiędzy zwolennikami poszczególnych frakcji (Francisco Madero, Porfirio Díaz, Victoriano Huerta, Venustiano Carranza). Oprócz tego na terenie stanu działały oddziały słynnego Pancho Villi. Kiedy ostatecznie w całym kraju zwyciężył Carranza jego siły szybko opanowały całe Nayarit. W 1917 podczas konwencji konstytucyjnej Nayarit uzyskało formalnie status pełnoprawnego stanu. W 1918 uchwalona został konstytucja stanowa.
Armią rewolucyjną w Nayarit dowodził Lázaro Cárdenas. Po zakończeniu walk nastał okres spokoju, który zakłóciło jedynie powstanie cristero (lata 20.), skierowane przeciwko antyklerykalnemu rządowi federalnemu.
W latach 50. i 60. na terenie stanu przeprowadzono program modernizacji rolnictwa. Mimo tego Nayarit pozostało jedną z najbiedniejszych i najsłabiej rozwiniętych części Meksyku.

## Warunki geograficzne i klimatyczne
Większość mieszkańców Nayarit żyje w rozległych dolinach. Główne miasta: Tepic i Xalisco znajdują się w Dolinie Matatipac a Compostela w Dolinie Coatlán. W górzystej wschodniej części znajdują się najwyższe szczyty: San Juan, Sangangüey, El Ceboruco, Cumbre de Pajaritos i Picachos.
Nayarit dysponuje linią brzegową o długości 289 km. Przy wybrzeżu znajdują się grupy wysepek, które są częścią terytorium stanowego (są to m.in. Islas Marías, Isla Isabela i Las Marieta).
Głównymi rzekami są: Santiago, San Pedro i Acaponeta. Rzeka Ameca tworzy granicę ze stanem Jalisco, Las Canas stanowi granicę z Sinaloa. Wzdłuż wybrzeża rozmieszczone są jeziora, ważniejsze z nich to: Santa María del Oro, San Pedro Lagunillas i Agua Brava.
Klimat panujący w dolinach i na wybrzeżu jest ciepły. Średnia roczna temperatura w Tepic wynosi 20 °C. W rejonach górzystych klimat jest chłodniejszy. Średnia najwyższa temperatura dla całego stanu wynosi 27 °C, a najniższa 21 °C. Średnia roczna opadów sięga od 77 do 264 cm.
Na wybrzeżu występują drzewa mangrowe, doliny są porośnięte roślinnością typową dla pastwisk. Oprócz tego w Nayarit można spotkać palmy kokosowe i guawy. W górach występują lasy sosnowe i dębowe. Do często spotykanych zwierząt należą: jelenie, pumy, dziki, skunksy i króliki. Z ptaków występują m.in. gołębie i bażanty.

## Gospodarka
Usługi stanowią 24% gospodarki stanu, reszta to rolnictwo (20%), finanse (17%), handel (16%), przemysł (10%) transport (9%), budownictwo (3%) i górnictwo (1%).
Do niedawna przemysł tytoniowy był jednym z najważniejszych, jednak ostatnio coraz ważniejsza staje się turystyka. W Tepic znajdują się największe zakłady tytoniowe, a także siedziba dwóch największych producentów wyrobów tytoniowych w Meksyku. Inne sektory przemysłu to m.in. przetwórstwo żywności, drewna oraz włókiennictwo. Na południu Nayarit znajduje się kilka niewielkich zakładów produkujących alkohole i wyroby skórzane. Nadal ważne pozostaje przetwórstwo trzciny cukrowej.
Głównymi artykułami rolnymi eksportowanymi przez Nayarit są trzcina cukrowa i tytoń. Oprócz tego uprawia się owoce: awokado, mango, papaję i banany, a także takie rośliny spożywcze jak: pszenica, kukurydza, fasola i orzeszki ziemne. Hoduje się bydło, owce, świnie i drób. Południowa część stanu jest również dostarczycielem miodu.
W przybrzeżnych jeziorach występują duże ilości krewetek, poławia się tuńczyka. Pozyskuje się w dużych ilościach drewno. Wydobywa się złoto, srebro i ołów.

## Turystyka
Nayarit gości liczne festiwale meksykańskich kowbojów – charros. Najważniejsze obchody mają miejsce podczas Wielkiego Tygodnia oraz w czasie Dnia Niepodległości (połowa września).

## Galeria

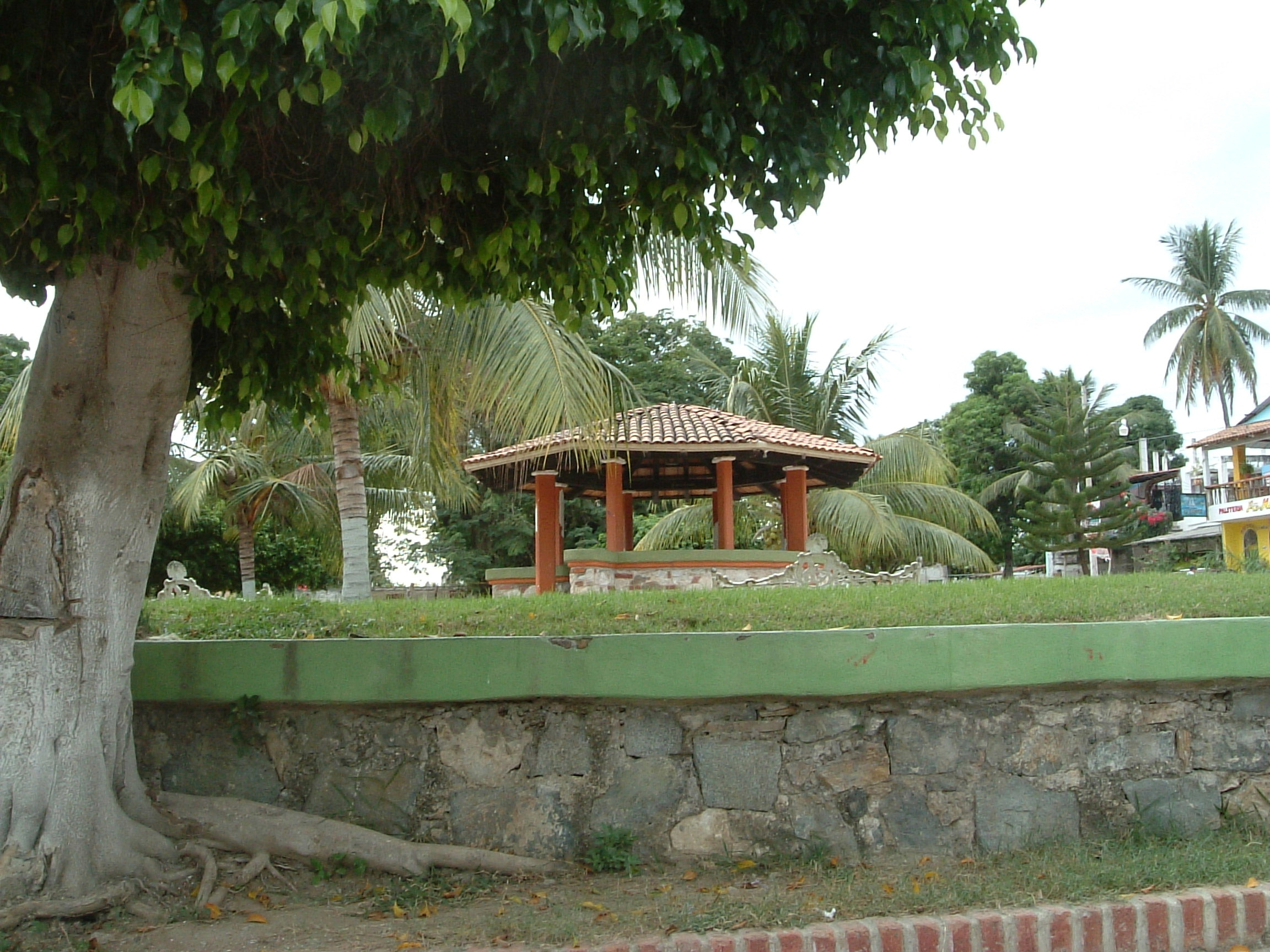
Cruz de Huanacaxtle
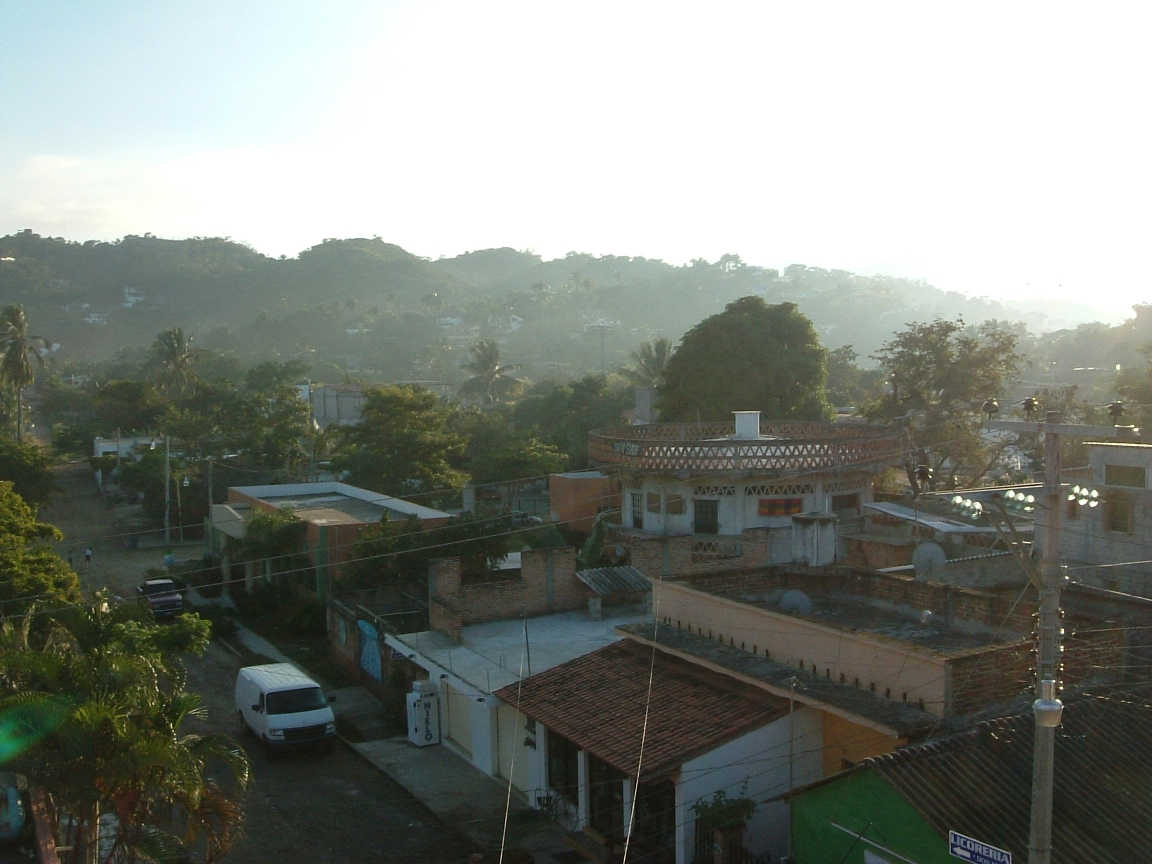
Sayulita Nayarit
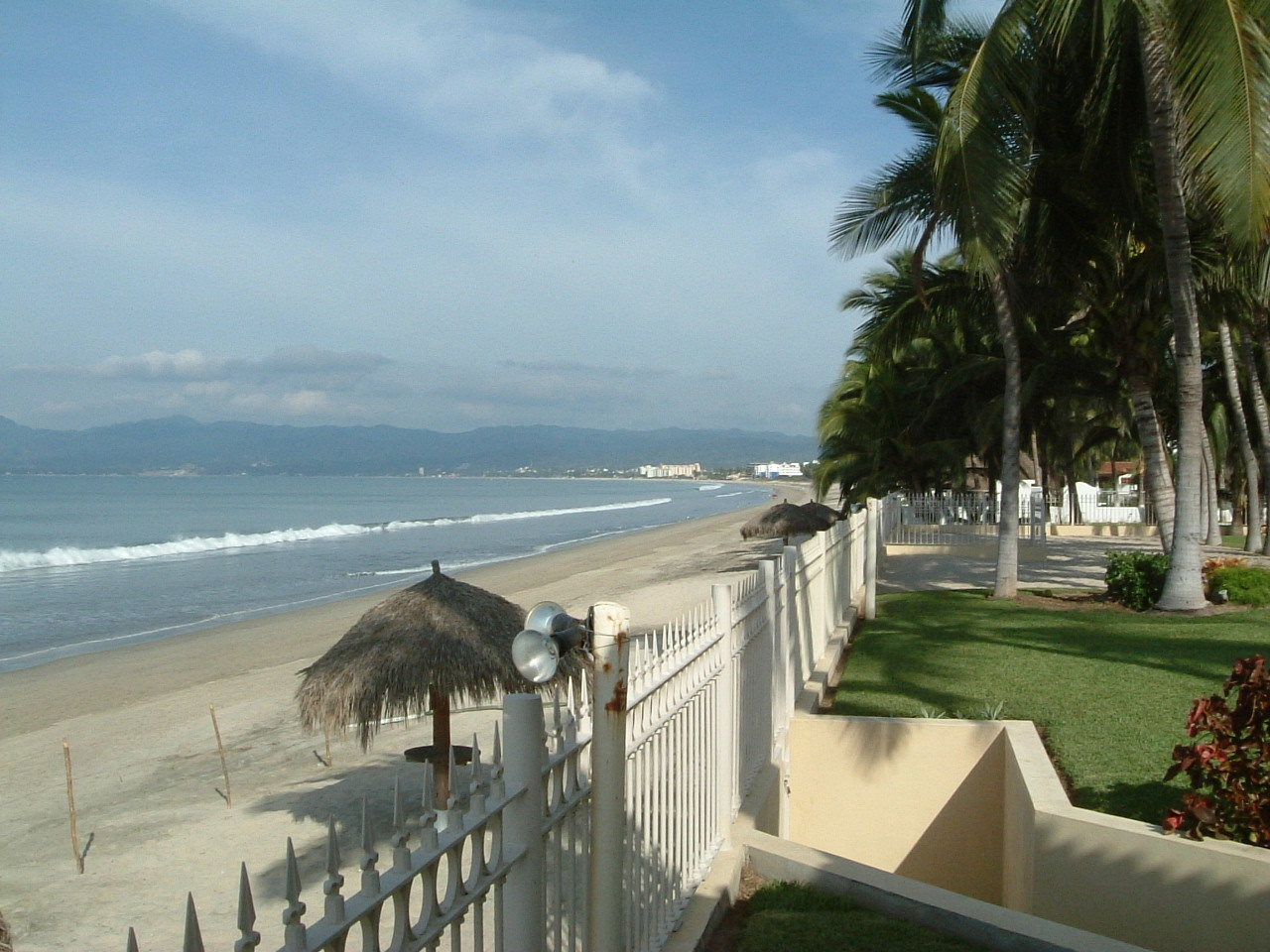
Nuevo Vallarta